# Baquerizo Moreno (Tungurahua)
Baquerizo Moreno ist eine Ortschaft und eine Parroquia rural („ländliches Kirchspiel“) im Kanton Santiago de Píllaro der ecuadorianischen Provinz Tungurahua. Die Parroquia besitzt eine Fläche von 25,86 km². Die Einwohnerzahl lag im Jahr 2010 bei 277. Die Parroquia Baquerizo Moreno wurde am 5. August 1920 gegründet. Namensgeber war Alfredo Baquerizo Moreno, 1916–1920 Präsident von Ecuador.

## Lage
Die Parroquia Baquerizo Moreno liegt im Anden-Hochtal von Zentral-Ecuador im Nordosten der Provinz Tungurahua. Baquerizo Moreno liegt auf einer Höhe von 2660 m 7,8 km südsüdöstlich von Píllaro an der Westflanke der Cordillera Real.
Die Parroquia Baquerizo Moreno grenzt im Osten und im Süden an die Parroquias Sucre und Los Andes (beide im Kanton Patate), im Nordwesten an die Parroquia Emilio María Terán sowie im Nordosten an die Parroquia Marcos Espinel.